# 靳如超爆炸案
靳如超爆炸案，又称為石家庄“3·16”特大爆炸案，是指2001年3月16日，发生在河北省石家庄市的一起爆炸刑事案件，造成了108人罹難，38人受伤。之前靳如超还在云南省谋杀1人。事后主犯靳如超被广西壮族自治区警方捉获，同年因為犯有故意杀人罪、爆炸罪，被河北省石家庄市中级人民法院判处死刑并且交付执行。

## 案件相关人
- 靳如超，主犯，男，1960年12月7日出生，时年41岁，原本籍江苏省宿迁县。他8歲時患上了中耳炎導致了聽力障礙[2]。在1989年6月9日因為他犯强奸罪被河北省石家庄市长安区人民法院判处有期徒刑10年，剥夺政治权利3年，在1997年8月19日减刑释放[3]。
- 王玉顺，男，48岁，河北省鹿泉市人，本案中向靳如超提供炸药。
- 郝凤琴，女，46岁，河北省鹿泉市人，本案中向靳如超提供炸药。
- 胡晓洪，男，37岁，重庆市垫江县人，本案中向靳如超提供雷管和导火线。

## 案发经过
靳如超由于幼年听力障碍导致沟通不畅，性格偏执，不仅在学习和工作中与身边同学和同事关系很差，还一直对其邻居、继母、前妻及亲属怀恨在心，蓄意报复。2000年5月，靳如超到河北省鹿泉市北白砂村找王玉顺、郝凤琴购买炸药，因炸药威力不够未购买。同年，靳如超到鹿泉市石井乡石井村第一采石厂，向胡晓洪购买纸质火雷管50枚、纸药捻20余根。
2001年3月9日，靳如超在云南省马关县马白镇岩蜂洞村韦志花家中，因婚姻问题与韦志花发生争执，遂用柴刀向韦志花头部连砍数刀，造成韦颅脑开放性损伤、脑组织破碎死亡。次日，云南马关县公安局向河北警方发来该案协查通知，但通知上犯罪嫌疑人的名字被错写为“勒如朝”，间接导致了靳如超未能很快被警方抓获。
2001年3月12日下午，靳如超到鹿泉市北白砂村郝凤琴家，同王玉顺、郝凤琴商定以每吨1700元的价格购买炸药。次日靳如超再次找到王玉顺、郝凤琴，以40元人民币购买25公斤炸药，并做了爆炸试验。3月14日靳如超第三次到王玉顺、郝凤琴非法制造炸药的废弃水泥厂，以950元购买炸药575公斤，并分装成14袋。
2001年3月16日凌晨，靳如超乘车到建设北大街市建一公司宿舍楼旁，将事先存放于此处的4袋炸药（100公斤），分别放于三单元的二、四层平台处。后又乘车将存放在棉三宿舍花池边的炸药，分两次运至棉三宿舍16号楼2单元的门口两侧。靳如超分别在棉三宿舍16号楼2单元一层楼梯旁、2单元一层楼道南墙下、2单元西侧一楼窗户下，各摞放两袋炸药（每袋50公斤），在15号楼西墙外侧下放置一袋炸药（25公斤），并用随身携带的剪刀，分别在炸药上扎洞插入引爆装置。按16号楼1单元、2单元、2单元门口西侧、15号楼西墙外侧的顺序依次将引爆装置点燃。之后，又乘车依次到建设北大街、市建一公司宿舍、电大街13号市五金公司宿舍、民进街12号院，用同样的方法，将事先放好的炸药一一引爆后，逃离现场。凌晨4时16分，育才街棉三宿舍16号楼发生爆炸，致使16号楼整体坍塌，楼内35户、132人遭坍塌掩埋；随后15号楼发生爆炸；4时30分，建设北大街市建一公司宿舍楼发生爆炸，致使该楼3单元坍塌；4时45分，电大街13号市五金公司宿舍发生爆炸，致使该楼1单元坍塌；5时，民进街12号院发生爆炸，致使该院部分房屋倒塌。
经过救援后，该事件共造成108人死亡，5人重伤，8人轻伤。
靳如超实施爆炸犯罪后，利用公安机关尚未查明情况的时间差，乘出租车逃出石家庄，在107国道元氏收费站前下车并步行绕过后搭乘中巴往邯郸转郑州、漯河并实名住宿。次日靳继续乘车到武汉实名住宿。18日，靳乘双层长途巴士从武汉经长沙到衡阳并住宿，在长沙吃饭时看到了通缉令。19日，从衡阳经过永州、宁远到道县并住宿。20日，从道县出发经梧州、玉林，连夜乘车未住宿。21日，靳犯到达北海，因看到到处都有通缉令而不敢住宿，露宿野外过夜。
王、郝二人在见到通缉令后畏罪在村附近的机井房、果园躲藏一天两夜，在20日凌晨回家时被抓获。

## 侦查审理经过
2001年3月16日，中国公安部发布A级通缉令在全国通缉靳如超。
3月22日晚間8點，49岁的广西北海市北海监狱职工陈学球下班之后驾驶摩托车经過福成到北海公路吉丰村附近时，1名年约40多岁的男子突然从路边树林走出来拦车，要求搭车。陈学球与該名男子交谈时，发现這人北方口音并且听力有障碍，並且要求将车停在阴暗处，形迹可疑。陈学球想起最近监狱的通缉令、怀疑他是逃犯，在亚叉岭立交桥要求男子下车后赶往2公里外的高德公安边防派出所报案。北海市公安局副局长朱永辉即带领刑侦人员赶赴高德镇开展排查，并且陆续调集大批警力到现场进行搜捕。现场附近的2个杂货店店主反映，确實有一名可疑男子购买了香烟饮料。民警进行检验，提取相关指纹。发现该指纹有15个特征与公安部在网上公布的靳如超指纹相同，认定为同一指纹。根据这一情况，北海市公安局局长黎尚军马上调集各警种，各分局警力在嫌疑男子出现的地方及周围进行大规模地毯式搜查，同时调集警力对所有公路、铁路、水路、航空港严密设卡布防，严防犯罪嫌疑人逃出北海。
3月23日凌晨4点20分，广西公安厅厅长陆炳华接到案情报告，立即偕同副厅长徐升率领有关人员赶到北海，成立了统一搜捕前线指挥部，同时电告全区各地公安机关，进行地毯式的搜索。上午7點30分，警方接到报告：有一名与靳如超特征相似的可疑人员往军屯水库方向逃窜，民警立即追截，民众参与追捕过程。在团江小学附近，6名追捕民警发现正在逃走的靳如超。靳如超发现追捕民警，丢弃随身携带的炸药、雷管及导火线往军屯水库跑去，最後在已干涸的库底被抓获，并且他声称：“你们不用查了，我就是你们要抓的人。”

## 判决以及执行

### 一审
2001年4月17日，河北省石家庄市中级人民法院开庭审理該案。確定被告人靳如超，为泄私愤，持刀行凶，并且致死人命；又以非常残忍的手段，连续在居民楼内实施爆炸行为，造成人员重大伤亡和财产巨大损失，他的行为已經构成故意杀人罪、爆炸罪。犯罪情节和后果都特别严重，並且他在刑满释放5年内又故意犯罪，係累犯。被告人王玉顺、郝凤琴为谋私利，非法制造、买卖爆炸物，他們的行为都已經构成非法制造、买卖爆炸物罪；被告人胡晓洪为谋取私利，非法买卖爆炸物，他的行为已經构成非法买卖爆炸物罪。经過审讯，靳如超对以上犯罪事实供认不讳。
依照《中华人民共和国刑法》，判處靳如超等4人死刑，剥夺政治权利终身。

### 二审
宣判之后，4名被告人不服，向河北省高级人民法院提出了上诉。河北省高级人民法院不开庭审理了本案，于2001年4月29日作出了如下判决：驳回靳如超、王玉顺、郝凤琴上诉，维持原判。胡晓洪犯非法买卖爆炸物罪判处死刑，缓期2年执行，剥夺政治权利终身。

### 执行死刑
2001年4月29日，河北省高级人民法院二审宣判后，靳如超、王玉顺、郝凤琴被立即押赴刑场，以枪决的方式执行死刑。

## 评价
南方日报质疑政府能否向民众提供安全保障。
中国新闻网质疑政府对爆炸物品的管制能力。